# Canton
Cet article concerne le type d'administration territoriale. Pour la ville en Chine, voir Canton (Chine). Pour les articles homonymes, voir Canton (homonymie).
Un canton est un type de territoire de niveau inférieur à un État. Son statut varie fortement selon ces États. Il peut s'agir d'un État fédéré, comme en Suisse, d'une collectivité locale, comme en Bosnie-Herzégovine, ou d'une simple circonscription administrative, électorale ou judiciaire.

## Origine du mot
Les lexicographes donnent le mot comme d'origine provençale (ancienne appellation de l'occitan), du latin canthus, qui viendrait lui-même du celtique, comme le grec kanthos.

## Rôles selon la législation locale

### Belgique
En Belgique, un canton est :
- Un canton électoral en Belgique (en néerlandais : Kieskanton) regroupe une ou plusieurs communes dépendant d'un même bureau principal de canton (c'est l'unité électorale la plus petite utilisée pour le recensement des votes). Ils sont regroupés, en fonction du scrutin, en circonscriptions électorales qui centralisent les résultats et au sein desquelles se présentent les candidats[réf. nécessaire].
- Un canton judiciaire (en néerlandais : gerechtelijk kanton) regroupe également plusieurs communes, pas nécessairement les mêmes que pour le canton électoral, qui dépendent toutes d'une même Justice de paix. Les cantons judiciaires sont regroupés en arrondissements judiciaires[réf. nécessaire].
- Un canton désigne une partie de forêt. Par exemple, en forêt de Soignes, le canton de la Reine, le canton des Patriotes[réf. nécessaire].
- Un canton scolaire est un regroupement territorial organisée par l'inspection scolaire en vue de réaliser les examens cantonaux[2],[3].
- Par le passé, des cantons de milice (en néerlandais : militiekanton) ont également existé en Belgique[réf. nécessaire].

### Bosnie-et-Herzégovine
En Bosnie-Herzégovine, le canton est en fédération de Bosnie-et-Herzégovine le premier niveau d'autonomie locale, le suivant étant la municipalité[réf. nécessaire].

### Canada
Au Canada, le canton (en anglais : township) est une division cadastrale de 10 milles sur 10 milles (100 milles carrés soit environ 259 km2), qui après la Conquête britannique a constitué le cadastre en vue de la colonisation du territoire. Au Québec (hors territoire seigneuriale) et en Ontario, il a servi de base pour les municipalités de canton et les cantons, bien que les limites municipales aient subies de nombreuses modifications depuis.

### Chine
Le canton (乡 / 鄉, xiāng) est une division administrative.

### Costa Rica
Au Costa Rica, un canton est une division administrative d'une province[réf. nécessaire].

### Équateur
En Équateur, un canton est la division administrative immédiatement inférieure à la province.

### Espagne
En Espagne, un canton est une ancienne division administrative créée en 1873 lors de la Révolution cantonale, du temps de la Première République espagnole.

### États-Unis
Aux États-Unis, un canton (en anglais : township) est une unité administrative située à l'intérieur d'un comté.

### France
Depuis la loi du 17 mai 2013 et les décrets d'application publiés en février et mars 2014, le canton n'a plus qu'un rôle de circonscription électorale qui peut être à cheval sur plusieurs arrondissements départementaux. Cet échelon n'existe pas ou plus ni dans la métropole de Lyon, ni en Martinique et en Guyane.

### Royaume-Uni
Type de subdivision existant en Angleterre et au Pays de Galles.

### Luxembourg
Au Luxembourg, le canton est la plus haute division administrative, se trouvant au-dessus de la commune. Les districts ont été supprimés en 2015.
Dans les faits, les cantons ne jouent toutefois plus aucun rôle depuis que l'amélioration du réseau routier et des moyens de transport ont permis de réformer le découpage des justices de paix en 1972, ils servent uniquement d'unités territoriales pour délimiter les circonscriptions électorales et les arrondissements judiciaires
Ce découpage a aussi été utilisé pour la milice, créée en 1817 et supprimée en 1841,.

### Suisse
Les cantons suisses sont les États fédérés de la Confédération suisse.

### Taïwan
Le canton (chinois traditionnel : 區 ; pinyin : qū) est une division administrative.

## Serbie centrale
La localité serbe ressemble un peu au canton français.